# Hälsinglands Fotbollförbund
Hälsinglands Fotbollförbund (Hälsinglands FF) är ett av de 24 distriktsförbunden under Svenska Fotbollförbundet. Hälsinglands FF administrerar de lägre serierna för seniorer och ungdomsserierna i Hälsingland.

## Serier
Hälsinglands FF administrerar följande serier:

### Herrar
Division 4 - en serie

Division 5 - en serie

Division 6 - två serier

Division 7 - två serier

### Damer
Division 3 - en serie

Division 4 - en serie

### Övriga serier
- Ungdomsserier
- Reservlagsserier